# Cheerleadereffekten
Cheerleadereffekten är en slags kognitiv bias som får människor att uppleva att en individ är mer attraktiv om denne omges av en grupp än om denne är ensam.  Även om studier har gjorts som påvisar effekten har det inte alltid gått att replicera studierna, något som bland annat förklarats med kulturella skillnader. Namnet har sitt ursprung ur den amerikanska tv-serien How I met your mother.